# Pontédérie à feuilles en cœur
Pontederia cordata
Espèce
Classification phylogénétique
La pontédérie à feuilles en cœur (Pontederia cordata) est une plante herbacée aquatique ou semi-aquatique de la famille des Pontederiaceae.

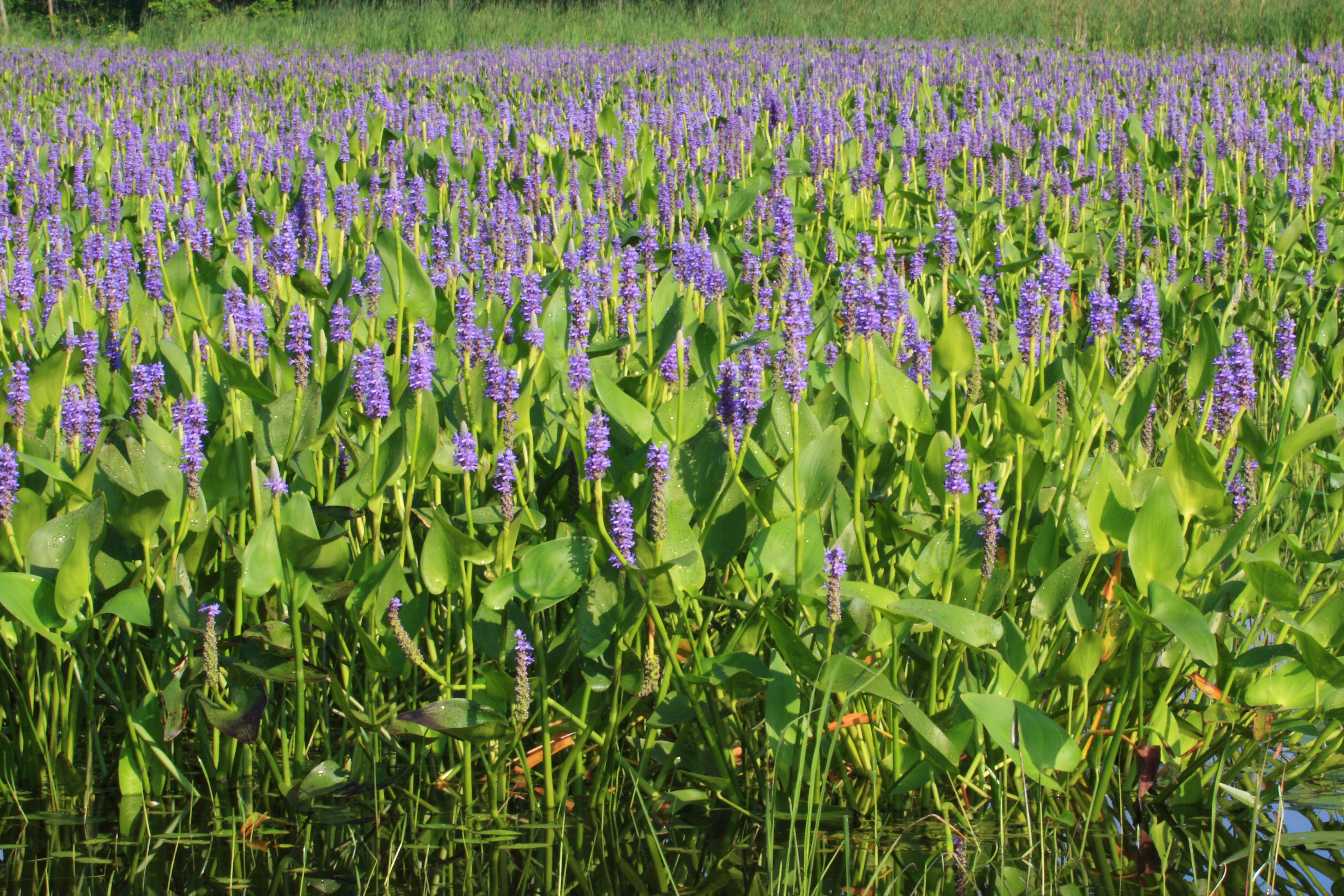
Étendue de Pontederia cordata dans le parc national de Plaisance, au Canada.

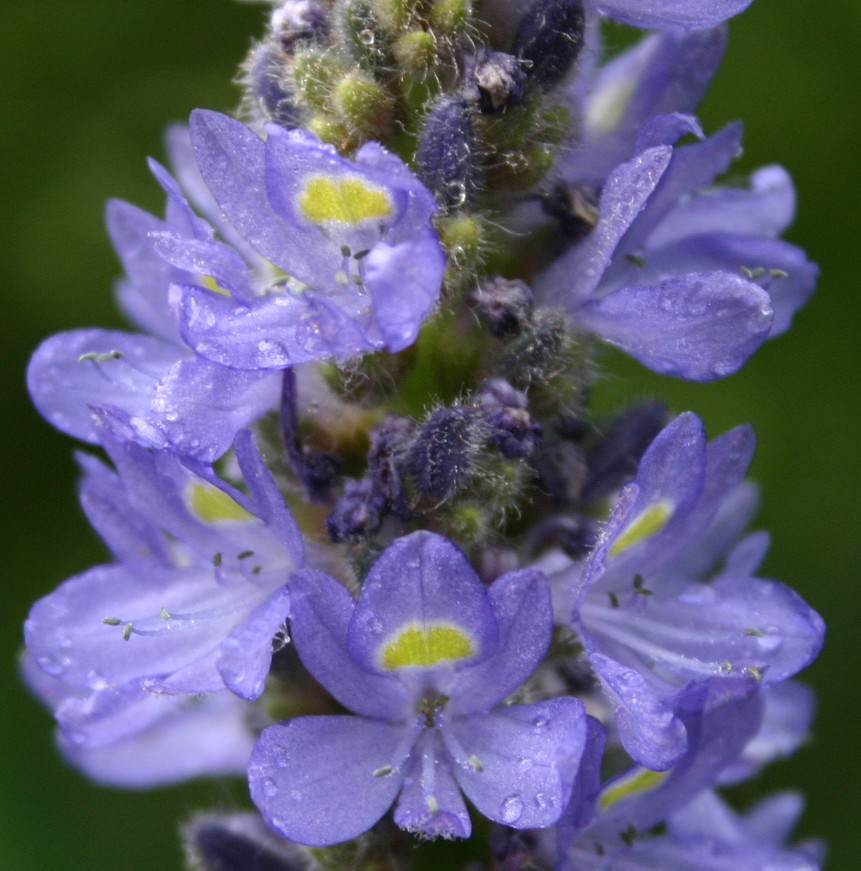
Fleurs.

Très commune aux États-Unis dont elle est originaire, elle y est considérée comme invasive dans certains États dont elle couvre de grandes étendues.
Cette Pontederia mesure de 80 cm à 1 m. Ses feuilles de forme variable sont généralement lancéolées, elles mesurent jusqu'à 12 cm de large et 25 cm de long. Les fleurs forment des épis bleu-violet, parfois blancs.
Cette espèce, très résistante aux gelées, est vendue en France dans les jardineries, pour la décoration des bassins où elle prospère vigoureusement.